# Магнітна міна

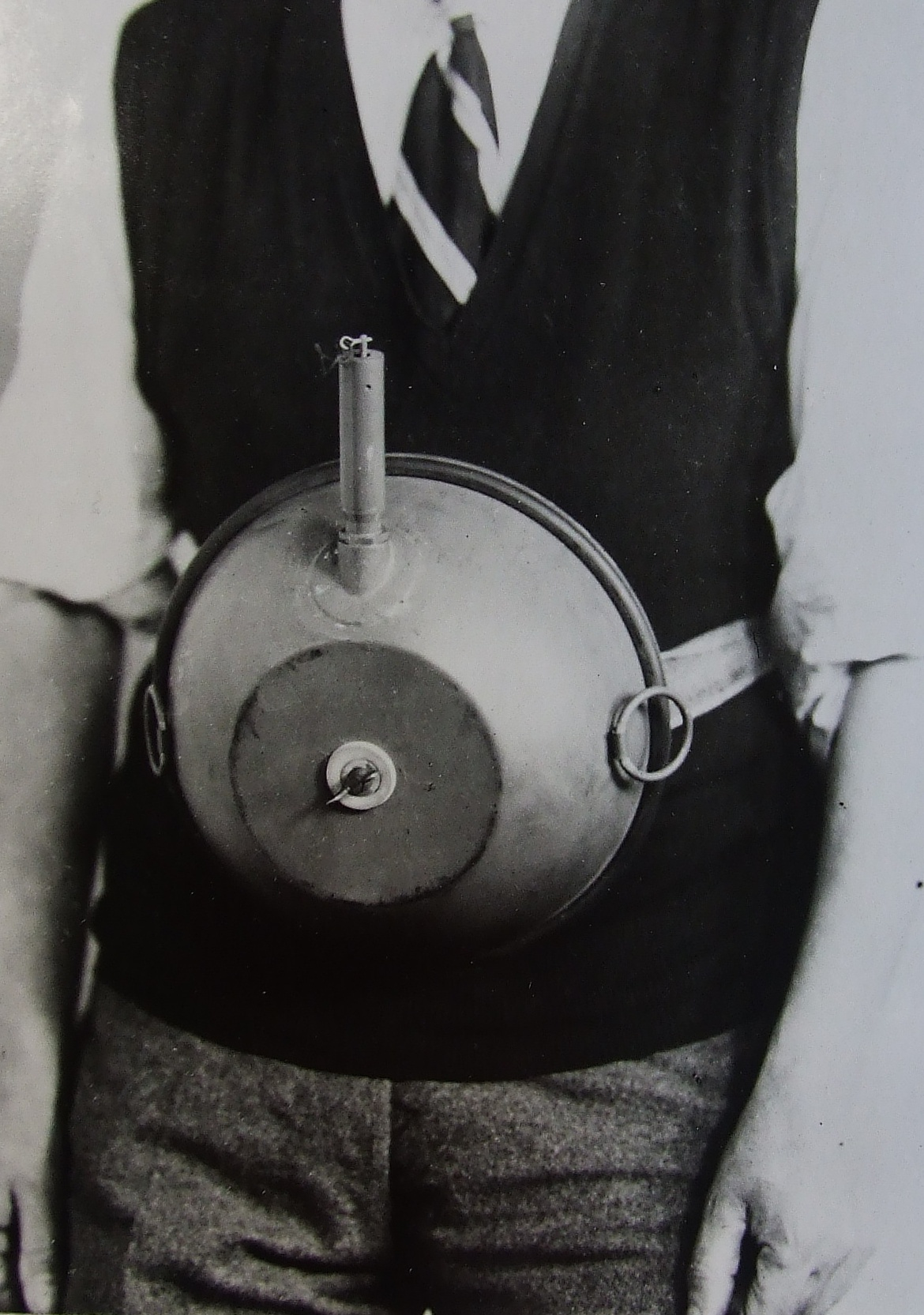
Британська магнітна міна

Магнітна міна (рос. Магнитная мина, англ. Limpet mine) — у військовій справі — різновид неконтактної морської міни, що приєднується до об'єкта підриву за допомогою магнітів. В англійській мові називається «міна-морське блюдечко» у зв'язку зі схожістю за властивостями на так зване морське блюдечко (клас Черевоногих), які також щільно прикріплюється до каменів або інших твердих поверхонь. Магнітну міну встановлює бойовий плавець — завдяки порожнистим елементам міни її легше переносити під водою, що позитивно позначається на її плавучості.
Принцип дії магнітних мін такий. Корпус, машини і багато інших деталей сучасного корабля виготовляються зі сталі. Всі ці частини корабля намагнічуються в земному магнітному полі, і корабель у свою чергу стає плавучим джерелом магнітного поля. На відстані 10—15 метрів від корабля це поле за величиною досить, щоб змусити відхилити чутливу магнітну стрілку на деякий кут. Така стрілка або спеціальна електрична схема, чутлива до магнітного поля, може бути пов'язана з запальним пристосуванням, запалюючим заряд вибухової речовини. Іноді магнітна стрілка зв'язується зі спеціальним реле, яке спрацьовує під впливом магнітного поля, в результаті чого міна спливає і вибухає поблизу корпусу корабля.